# 连续进化附带杂交说
连续进化附带杂交说（英語：Continuity with Incidental Hybridization），也稱為中國古人類連續進化學說，東亞人類本地起源說，中國現代人起源本土說，是考古人類學的一個人類起源假說。這個學說認為，從更新世初期就生活在亞洲東部的直立人，在中華人民共和國領土上獨立連續演化成現代晚期智人，形成蒙古人種，散布到東亞各地，成為現代中國人的直接先祖。現代東亞人類在演化過程中，只接受了少部份外來的非洲晚期智人的DNA。因此中國人是在中國本地獨立演化，不是由非洲移入，中華人民共和國為東方人類的起源故鄉。
基於人類多地起源說，中華人民共和國學者吴新智於1998年提出這個假說。支持學者有高星、张银运、刘武等人。

## 概論
連續進化附帶雜交說主張，現代中國人是在本地演化。相關學說始於1920年代后，北京周口店发掘出古人类的头盖骨、牙齿等化石，包括北京猿人和山顶洞人的化石。魏敦瑞根据周口店古人类化石與现代中国人的體質特徵高度一致，提出北京猿人演化為現代中國人，為現代蒙古人种的共同祖先的學說，也稱為亞洲假說。
魏瑞敦分析三具山顶洞人头骨，分析為三個不同人種：101号头骨接近“原始蒙古人种”（primitive Mongoloid），102号头骨类似美拉尼西亚人（Melanesoid），103号头骨则属于爱斯基摩人类型（Eskimoid）。山顶洞人的头骨具有一系列与蒙古人种有关的特征，可能代表原始的蒙古人种类型。他認為山頂洞人並非現代中國人祖先的代表，也許是由其他地區移居至中國，代表中國古代可能同時存在多個不同來源的現代人類。在研究巨猿化石後，魏敦瑞接續提出，現代智人可分出四条獨立演化线，分別在在東亞，爪哇及澳洲，歐洲與非洲四個地區獨立演化，并以“人类进化采取的是直生论的过程，它趋向一个方向进行”的趨同演化模式，解释各地区人类形态的接近，建立了人類多地起源說。
1960年和1961年，吴新智发表两篇论文，提出山顶洞人代表原始的蒙古人种，為現代中國人先祖。1961年，美國人類學家卡爾頓·庫恩發表著作《種族起源》 ，將智人分為五種：高加索人種、蒙古人種、澳大利亞人種、開普敦人種和剛果人種。主張直立人本身就分為五種，然後又各自演化成智人。美國密西根大學教授沃波夫（Milford H. Wolpoff）最早使用「多地起源說」（Multiregional hypothesis）這名詞。他主張人類祖先為適應世界各不同區域，演化出不同進化支線，這些演化支線間經由通婚而混合基因。由觀察古代人類與現代人類之間的相似性，可發現人類是在多地分別演化，在各區域中出現演化連續，稱之為「區域連續性」（regional continuity）。
1978年，吴新智和张银运根据中国地区发掘的古人类化石，包括新發掘的元謀人、藍田人、大荔人等，提出中国古人类是连续发展的，也“并不排除与邻接地区交流遗传物质的可能性，但这种交流只占次要地位”。1984年，吴新智、沃波夫和索恩共同发表论文，提出“多地区进化说”。1998年，吴新智提出中国地区人类进化的“连续进化附带杂交”假说。。學者高星認為，在中國發現的這些北京猿人等化石證據，說明中國人是在東亞本地持續獨立演化，不是由非洲移入中國。
中華人民共和國建國之後，在毛澤東執政時期，將北京猿人視為中國人在五十萬年前的先祖，建立了原始共產主義社會，用來作為凝聚民族情感與破除迷信的宣傳之用。從文革結束直到1990年代之間的中學教科書，都有北京猿人演化為現代中國人的敍述。在1990年代後因為考古遺傳學提出越來越多證據支持人類單地起源說，在2000年前後中華人民共和國新改版的中學教科書中，已經移掉北京猿人演化為中國人的說法，加入中國人由非洲移入的學說。對於中國人本地起源說，在中華人民共和國學術界中仍有相當多支持者。在中國之外，只有相對少數的考古人類學者支持這個學說。

## 學說内容
“连续进化附带杂交”假说是多地区进化说中关于中国材料乃至东亚材料的具体表述，依靠人类化石形态证据和来自旧石器时代考古学研究的证据。该假说的核心点可表述为：
1. 东亚地区自直立人以来人类进化是连续的，不存在演化链条的中断，其间未发生过大规模外来人群对本土人群的替代。
2. 该地区古人类与外界有过一定程度的隔离，使其得以保持区域特点，在形态上有别于旧大陆西侧的人群。
3. 本土与外界人群的基因交流发生过并与时俱增，这使得该地区的人类与外界人群作为同一物种得以维系，但这种基因的混合、交流与本土人群的代代相传相比是次要的[5]。

吴新智认为：“我们提出中国更新世人类的共同特征包括两方面的含义：1.这些特征在中国的出现率比其他地区高；2.这些特征综合成套地表现在头骨上。这种现象表明在中国更新世没有发生人群的重大替换，如果人群被替换，替代的人群及其后代应该会有不少特征与被替换的人群不同，导致替代事件发生之前和之后中国居民的许多特征得不到连续，特别是这些特征不可能继续成套地存在于后来的人群中。”。
连续进化附带杂交说主要的證據是體質人類學，中國古代直立人的面部相對扁平，鼻梁相對較低，上部牙齒呈鏟子狀，即箕形門齒。百分之九十的現代中國人具有類似的特徵，與非洲晚期智人不同，證明中國人是由中國直立人演化而來，與非洲晚期智人無關。吳新智認為，“东亚人为两面坡形头顶，而非洲人呈圆弧状；智齿，非洲人统统都有，而东亚人中有的人没有；夹紧状的鼻梁非洲人没有而东亚人有；非洲现代人没有下颌圆枕，而现代东亚人就有人有。”。而且，“北京猿人的头顶呈两面坡状，有下颌圆枕，这正符合现代东亚人的特征，所以，北京猿人是东亚人的祖先更合理一些。”
對於考古遺傳說證據認為現代人類起源非洲，吳新智主張分子生物學證據只能說明現代歐洲人起源於非洲，無法解釋現代中國人的起源。 吴新智认为，目前的基因研究有所不足，化石证据效力比基因更高

## 支持研究
2005年，湖北省文物考古研究所在湖北清江流域發掘出建始人，經中国科学院鑑定，生存年代距今約200萬年前。研究計畫主持學者王善才認為建始人與非洲晚期智人生存年代相同，根據湖北省文物考古研究在清江流域發現的一系列考古遺址，證明中國人是在本地演化出來，非由非洲移入。武漢大學黨委書記李健認為這個發現挑戰了人類起源非洲的說法，證明了人類多地起源論。
於2008年在河南省許昌縣靈井舊石器時代遺址出土古人類頭蓋骨化石，由中國國家文物局命名為許昌人。中國國家文物局認為，許昌人的發現，證明了中國古人類連續進化學說。許昌人連結了巫山人，藍田人，北京人，遼寧金牛山人這些東亞直立人，隨後由許昌人演化成山頂洞人，為東亞人類進化關鍵。經由對許昌人的發掘研究，中國學者李占揚於2017年於美國《自然》雜誌中發表論文，辨認出許昌人頭骨混合了尼安德塔人特徵。他認為，許昌人與非州晚期智人之間沒有相同處。主張許昌人是北京猿人的後代，是一隻獨立新種智人，在東亞自行演化。曾由東亞往歐洲移動，因此接觸了尼安德塔人，混合了他們血統，又回到東亞，演化成為北方中國人。
2015年，中國科學院古脊椎动物与古人类研究所考古學者劉武與吴秀杰在湖南省道县發現47枚道县人牙化石，他們在美國《自然》雜誌發表論文，推估道縣人存在年代距今8万至12万年，其牙齒已具備現代晚期智人特徵，為全世界年代最早的現代人類，證實現代人類源起於中國，對現代人類源起非洲的說法提出質疑。吴新智、徐欣发表论文认为，道县人牙化石和中国旧石器考古“都与多地区进化说的推论一致”。
中國社會科學院考古學家王巍在2019年發表論文《新中国考古学70年发展与成就》，總結中華人民共和國建國以來七十年的考古學發展，認為由這些考古學證據，證明了北京猿人確是中國人的祖先，中國人是在中國本地演化出來的。元謀人，藍田人與北京人等古人類皆為中國人先祖，證明中國人是在中國本地連續進化而來。
2022年，國家文物局發布發現第三具鄖縣人頭骨化石，這是同時期歐亞大陸最完整的直立人頭骨，證實現代人類源自亞洲。中国考古学教授吴小波认为，郧县人的考古研究成果，对人类仅起源于非洲的传统观点提出挑战，与中国最高领导人习近平曾提出“最新考古成果表明，中国是东方人类的故乡，同非洲并列人类起源最早之地”的观点相吻合。

## 反對意見
支持人類單地起源說的學者，認為現代人類起源自非洲，經由遷移散布世界，現代中國人也是其中之一。中國遺傳學者陈竺和金力的遗传学研究指出現代亞洲人與古代亞洲直立人之間並沒有直接關係存在；現代的东亚人是約5萬年前由非洲遷徙而來的人類後代。
亞洲直立人與東亞蒙古人種共同具有的箕形門齒，或稱鏟形門齒，是常見用來證明蒙古人種是獨立演化，與非洲人無關的證據。英國考古學者Chris Stringer分析北非瓦迪哈勒法的古人類化石，發現約有70%具有這個特徵。而且這個特徵在許多古人類化石中也可以找到，並不是只專屬於亞洲直立人與現代中國人的特徵。
现代中国政治历史学家詹姆斯·莱布尔德（James Leibold）认为，对吴新智的“连续进化附带杂交”模式的支持主要植根于中国民族主义。沙伯力和舒喜乐发表文章认为，中国古人类学是中国种族民族主义的工具，为此中国科学院古脊椎动物与古人类研究所研究员杜靖专门发表文章反驳，認為這個研究之中並沒有中國民族主義。